# Capsigrany comú
|  | No s'ha de confondre amb capcigrany. |

El capsigrany, capser, capsot, botxí garser, gaig botxí o botxí garser vermell (Lanius senator) és un moixó insectívor i el més comú dels lànids presents als Països Catalans. Fa 17 cm de llargada i té el front i els costats del cap de color negre brillant, i la part superior del cap i la posterior del coll de color rogenc intens. El dors, la cua i les ales són de color negrós, amb taques blanques, i les parts inferiors són blanquinoses.
Ocupa una gran quantitat d'hàbitats, entre els quals es troben totes les zones de maresmes. A més, és un dels ocells més freqüents als boscos cremats. Està més estès que el botxí septentrional (Lanius excubitor), entre altres raons perquè s'adapta millor a la companyia dels humans. Ocell de règim carnívor, té el costum -com d'altres espècies de la mateixa família- d'empalar les preses a les espines de les plantes a fi d'esquarterar-les amb més facilitat, o bé per guardar-les com a reserva d'aliment. És habitual de veure'l apostat als fils de telèfon.
Cria a l'Europa meridional, Orient Mitjà i nord-oest d'Àfrica, i hiverna a l'Àfrica tropical. Als Països Catalans pot ésser observat d'abril a setembre. Fa un niu mal acabat en arbres i arbusts, amb arrels, branques, llana, pèls o plomes com a folre. A l'abril-juny la femella l'omple amb 5 o 7 ous, els quals s'han d'escalfar durant 16 dies. Els petits capsigranys triguen 19-20 dies a deixar-lo.

## Noms dialectals
capserigany (Bal.), capsiguerany (Migjorn-gran, Eiv.), capsigrall (Lleida, Gandesa), capsegall (Massalcoreig), capxerigany (Palma, Manacor, Val.), capxirigany (Artà), capxiribote (Manacor), capxiribotxo, capxirebotxo, capxibot, capxiboig i capsibo.

## Etimologia
D'origen incert, potser del més antic i dialectal capserigany, format per 'cap' i el llatí sericaneus, 'amb aspecte de seda', derivat del llatí sericus, 'de seda'.